# Hedysarum praticolum
Hedysarum praticolum är en ärtväxtart som beskrevs av Karl Heinz Rechinger. Hedysarum praticolum ingår i släktet buskväpplingar, och familjen ärtväxter. Inga underarter finns listade i Catalogue of Life.